# Общественное движение
Обще́ственное движе́ние, или тече́ние (часто используются словосочетания социа́льное движе́ние, или тече́ние) — тип коллективных действий, массовых движений или объединений, внимание которых сосредоточено на конкретных политических или социальных проблемах.

## Краткое описание
Современные западные социальные движения стали возможны благодаря сфере образования (более широкому распространению литературы), а также повышению мобильности рабочей силы в процессе индустриализации и урбанизации общества XIX века. Иногда утверждают, что свобода мнений, образование и относительная экономическая независимость, распространившиеся в современной западной культуре, несут ответственность за беспрецедентное количество и масштабы различных современных социальных движений. Но также отмечается, что многие из крупных социальных движений за последние сто лет выросли, наподобие Мау-мау в Кении, и противостоят западному колониализму.
В политологии и социологии разработан ряд теорий и эмпирических исследований о социальных движениях. Например, отдельные исследования в области политических наук подчеркивают связь народных движений и формирования новых политических партий, и говорят о значении общественных движений с точки зрения их оказываемого влияния на политику и повестку дня политиков.
Американский социолог Чарльз Тилли определяет общественные движения как ряд дискуссионных перформансов, демонстраций и кампаний, с помощью которых простые люди осуществляют коллективные требования к другим. Для Тилли социальные движения являются основным средством привлечения обычных людей к участию в государственной политике. Он утверждает, что существуют три основных элемента социальных движений:
- кампании: устойчивые, организованные общественные действия по выработке коллективных требований к властям;
- формы: использование комбинаций из числа следующих форм политической деятельности: создание специализированных ассоциаций и объединений, общественных встреч, торжественных акций, демонстраций, митингов, передач петиций и заявлений к и через средства массовой информации и дискуссии;
- WUNC-демонстрации: согласованные общественные представления важности (worthiness), единства (unity), численности (numbers) и обязательств (commitments) со стороны самих участников и/или тех, кого они представляют.

Другой социолог Сидни Тэрроу определяет социальные движения как коллективные вызовы (для элиты, органов власти, других групп или культурных кодов) людей с общими целями и солидарностью в устойчивом взаимодействии с элитами, оппонентами и властью. Он особо отличает социальные движения от политических партий и групп интересов.
Идеолог «нового лейборизма», английский социолог Энтони Гидденс определеяет социальные движения, как «коллективную попытку осуществить общие интересы или добиться общей цели посредством коллективного действия вне рамок установленных институтов». Гидденс пишет, что довольно сложно отделить социальные движения от групп интересов. Так же как и группы интересов, социальные движения часто используют в качестве одного из своих методов давление посредством официальных каналов, «хотя в то же самое время участвуют и в менее традиционных формах деятельности». Гидденс отмечает, что «теории революций и теории социальных движений с неизбежностью пересекаются».

## История термина
Термин «социальные движения» был введен в 1850 году немецким философом Лоренцем фон Штейном в его книге «История французских социальных движений с 1789 года до настоящего времени» (Geschichte der sozialen Bewegung in Frankreich von 1789 bis auf unsre Tage. — Leipzig, 1850).
Чарльз Тилли утверждает, что термин не существовал до конца XVIII века: несмотря на то, что такие его составляющие, как кампании, формы и WUNC-демонстрации, имеют давнюю историю, только в настоящее время они были объединены вместе для определения присущих социальным движениям черт. «Социальные движения» были созданы в Англии и Северной Америке в течение первой декады XIX века и с этого времени распространились по всему миру.
Тилли приводит доводы, в соответствии с которыми начальный рост социальных движений был связан с широкими экономическими и политическими изменениями, включавшими парламентаризацию, рыночной капитализацию и пролетаризацию. Политические движения, которые начали развиваться в конце XVIII века, также были связаны с Французской революцией и польской Конституцией 1791 года, являвшими среди первых задокументированных социальных движений, хотя Тилли отмечает, что Британское аболиционистское движение имеет «некоторые претензии» на то, чтобы быть первым социальным движением. Рабочее и социалистическое движения конца XIX века рассматриваются им как прототипы социальных движений, ведущих к формированию коммунистических и социал-демократических партий и организаций. Начиная с 1815 года, Британия, после победы в Наполеоновских войнах, вступила в период общественных потрясений. Подобные тенденции были отмечены и в других странах в виде давления за продолжение реформ, как например, в России во время революций 1905 и 1917 годов, приведших к коллапсу Российского государства и окончанию Первой мировой войны.
В 1945 году, после окончания Второй мировой войны, начался период радикальных реформ и изменений. В послевоенный период возникли и стали активно развиваться женское движение, движение за права сексуальных и гендерных меньшинств, движение за мир, движение за гражданские права, антиядерное движение и энвайронментализм. Часто эти движения называются новыми социальными движениями. Они стали основой для возникновения, в частности, зеленых партий и организаций, находящихся под влиянием идей новых левых. Некоторые считают, что 1990-е годы стали временем появления нового глобального социального движения — антиглобализационного.

## Классификация социальных движений
Социологи различают несколько типов социальных движений:
- По масштабам предполагаемых изменений:
  - Реформистские — эти движения стремятся к изменениям лишь некоторых элементов и норм системы, обычно легальными методами. Примерами таких движений могут являться профсоюзы, ставящие своей целью расширение прав работников; зеленые, выступающие с рядом экологических законодательных инициатив; движения, выступающие в поддержку введения смертной казни или права на аборт. Некоторые реформистские движения могут защищать изменения в обычаях или моральных нормах, такие как, например, осуждение порнографии и распространение некоторых религий.
  - Радикальные — такие движения выступают за изменения системы в целом. Они затрагивают вопросы фундаментальных общественных изменений, в отличие от реформистских. Примерами радикальных движений могут служить Движение за гражданские права в США, требовавшее полных гражданских прав и равенства перед законом для всех американцев, независимо от расы (это движение было довольно широким и включало в себя как радикальные, так и реформистские элементы); польская Солидарность — движение, требовавшее трансформации сталинистской политической и экономической системы в демократическую; движение против апартеида в ЮАР.

- По типу изменений:
  - Прогрессивные (также используется термин инновационные) — движения, стремящиеся к внедрению в жизнь различных нововведений — новых институтов, законов, образа жизни, религиозных воззрений и т. д. К таким движениям можно отнести республиканские (по отношению к государственному устройству), социалистические, феминистские.
  - Консервативные (также используется термин ретроактивные) — движения, ставящие своей целью возвращение к ранее существовавшему образу жизни. К таким движениям относятся: фундаменталистские (в религиозном смысле), монархические, некоторые экологические.

- По отношению к целям изменений:
  - Направленные на изменения социальных структур — движения, которые могут выступать, в частности, за изменения политической системы. Такие движения могут трансформироваться в политические партии и организации или присоединяться к ним, однако многие остаются за пределами реформистской политической системы.
  - Направленные на изменения личности — к таким движениям относятся религиозные движения, в том числе сектантские.

- По методам работы:
  - Мирные (ненасильственные) — движения, выступающие за реализацию своих требований мирными средствами в противовес насильственным. Такими были Движение за гражданские права в США; движение «Солидарность» в Польше; гандизм в индийском национально-освободительном движении.
  - Насильственные — движения, использующие методы вооруженной борьбы. К таким движениям можно, например, отнести Сапатистскую армию национального освобождения, РАФ.

- Старые и новые:
  - Старые — движения за изменения, сформировавшиеся, преимущественно, в XIX веке и отстаивающие интересы тех или иных социальных классов или групп — движение рабочего класса, движение крестьян, движение аристократов, протестантов и т. д. Эти движения сконцентрированы вокруг экономических интересов.
  - Новые — движения, начавшие активно развиваться примерно с середины XX века. Это феминистское движение, энвайронментализм, движение за гражданские права, движение за права сексуальных меньшинств, движение за мир, антиядерное движение, антиглобализационное (или альтерглобализационное) движение и т. д.

- По зоне распространения:
  - Глобальные — движения, ставящие перед собой глобальные цели. К таким движениям относятся: первый, второй, третий и четвертый интернационалы, движение мировых социальных форумов, Народное глобальное действие, анархистское движение.
  - Локальные — большинство движений имеет локальный уровень и ставит перед собою локальные или региональные цели, такие как защита местной природной среды, сквотирование зданий и строений и т. д.
  - Мультиуровневые — движения, сочетающие в себе решение задач на локальном, региональном, национальном и международном уровнях.